# La Palizada, Oaxaca
La Palizada är en ort i Mexiko.   Den ligger i kommunen Putla Villa de Guerrero och delstaten Oaxaca, i den sydöstra delen av landet, 300 km söder om huvudstaden Mexico City. La Palizada ligger 734 meter över havet och antalet invånare är 336.
Terrängen runt La Palizada är huvudsakligen kuperad, men den allra närmaste omgivningen är platt. Runt La Palizada är det ganska glesbefolkat, med 32 invånare per kvadratkilometer. Närmaste större samhälle är Putla Villa de Guerrero, 3,9 km norr om La Palizada. I omgivningarna runt La Palizada växer huvudsakligen savannskog.